# Trichogramma evanescens
Trichogramma evanescens is een vliesvleugelig insect uit de familie Trichogrammatidae. De wetenschappelijke naam is voor het eerst geldig gepubliceerd in 1833 door John Obadiah Westwood.